# Claus Bredenbrock
Claus Bredenbrock (* 13. Dezember 1947 in Gelsenkirchen-Buer) ist ein deutscher freier Journalist und Filmemacher.

## Leben
Bredenbrock studierte von 1968 bis 1974 Rechts- und Sozialwissenschaften an der Ruhr-Universität Bochum und der York University in Toronto. Nach der ersten und zweiten Staatsprüfung für das Lehramt an Berufsbildenden Schulen unterrichtete er im Ruhrgebiet. Danach folgte ab 1981 ein Forschungsaufenthalt an der „Ethnic Relations Research Unit“ der Aston University und am „Centre for Contemporary Cultural Studies“ der Birmingham University, den er 1982 mit einem Diplom in Anglistik am Institute of Linguists in London abschloss.
Seit 1982 ist Bredenbrock freier Journalist für regionale und überregionale Tageszeitungen und Stadtmagazine sowie seit 1986 freier Autor von Hörfunkbeiträgen und Fernsehfilmen.

## Filmografie (Auswahl)
- 2013: Detroit/Michigan – Motor City Music
- 2014: San Francisco – Flower Und Power
- 2015: Auf Kohle Geboren – Der Steinkohlenbergbau In Westfalen
- 2015: New York – The Music City
- 2016: Die US – Präsidenten Und Der Krieg
- 2017: London Beat – Musik Als Revolte
- 2018: Eine Lange Strasse Aus Sand Pier Paolo Pasolini Reisen Durch Italien